# Сегет Врањица
Сегет Врањица (до 1991. године Врањица) је насељено место у саставу општине Сегет, Сплитско-далматинска жупанија, Република Хрватска.

## Историја
До територијалне рерганизације у Хрватској налазио се у саставу старе општине Трогир.

## Становништво
На попису становништва 2011. године, Сегет Врањица је имао 1.027 становника.
| Број становника по пописима | Број становника по пописима | Број становника по пописима | Број становника по пописима | Број становника по пописима | Број становника по пописима | Број становника по пописима | Број становника по пописима | Број становника по пописима | Број становника по пописима | Број становника по пописима | Број становника по пописима | Број становника по пописима | Број становника по пописима | Број становника по пописима | Број становника по пописима |
| --------------------------- | --------------------------- | --------------------------- | --------------------------- | --------------------------- | --------------------------- | --------------------------- | --------------------------- | --------------------------- | --------------------------- | --------------------------- | --------------------------- | --------------------------- | --------------------------- | --------------------------- | --------------------------- |
| 1857                        | 1869                        | 1880                        | 1890                        | 1900                        | 1910                        | 1921                        | 1931                        | 1948                        | 1953                        | 1961                        | 1971                        | 1981                        | 1991                        | 2001                        | 2011                        |
| 183                         | 0                           | 45                          | 66                          | 66                          | 141                         | 0                           | 0                           | 416                         | 419                         | 369                         | 360                         | 409                         | 592                         | 1.023                       | 1.027                       |

Напомена: До 1991. исказивано под именом Врањица. У 1869., 1921. и 1931. подаци су садржани у насељу Сегет Горњи. До 1910. исказивано као део насеља. У 1991. повећано је за део подручја насеља Врсине (општина Марина), где је и садржан део података од 1857. до 1971.

### Попис1991.
На попису становништва 1991. године, насељено место Врањица је имало 592 становника, следећег националног састава:
| Попис 1991.‍  | Попис 1991.‍  | Попис 1991.‍ | Попис 1991.‍ | Попис 1991.‍ |
| ------------ | ------------ | ----------- | ----------- | ----------- |
|              |              |             |             |             |
| Хрвати       | Хрвати       |             | 556         | 93,91%      |
| Срби         | Срби         |             | 7           | 1,18%       |
| Муслимани    | Муслимани    |             | 6           | 1,01%       |
| Југословени  | Југословени  |             | 5           | 0,84%       |
| Словенци     | Словенци     |             | 2           | 0,33%       |
| Грци         | Грци         |             | 1           | 0,16%       |
| Пољаци       | Пољаци       |             | 1           | 0,16%       |
| остали       | остали       |             | 1           | 0,16%       |
| неопредељени | неопредељени |             | 2           | 0,33%       |
| непознато    | непознато    |             | 11          | 1,85%       |
| укупно: 592  |              |             |             |             |